# Сегундо Дурандаљ
Сегундо Дурандаљ (17. марта 1912. — 12. јануара 1976) био је боливијски фудбалер, који је играо на позицији одбрамбеног играча.

## Клупска каријера
Каријеру у клупском фудбалу провео је у клубу Сан Хосе између 1930. и 1938.

## Репрезентативна каријера
Током каријере уписао је два наступа за боливијску репрезентацију на Светском купу 1930.